# ۲۱۲ (ترانه)
«۲۱۲» (به انگلیسی: 212) ترانه‌ای از رپر آمریکایی آزیلیا بنکس می‌باشد. وی در این ترانه با لیزی جی همکاری نموده است؛ این نام مستعار متعلف به دی‌جی بلژیکی جف مارتنز و برادرش تون است. این اثر به‌صورت رسمی در ۶ دسامبر سال ۲۰۱۱ به‌عنوان تک‌آهنگ اصلی نخستین آلبوم استودیویی بنکس تحت عنوان ۱۹۹۱ (۲۰۱۲) منتشر گردید. این قطعه بعدها در نخستین آلبوم استودیویی او تحت عنوان بی‌پول با سلیقهٔ پرهزینه (۲۰۱۴) نیز گنجانده شد. این ترانه بر پایهٔ قطعه‌ای از لیزی جی با نام «به دلم میشینی» ساخته شده و سبک‌هایی نظیر هیپ هاوس، الکترو هاوس و دنس رپ را برمی‌گیرد. اشعار بازتاب‌دهندهٔ دوران نوجوانی بنکس در هارلم نیویورک است و در بخش‌هایی از آن، او صریحاً به رپ کردن درمورد فرج‌لیسی پرداخته است.
«۲۱۲» با تحسین منتقدان موسیقی مواجه شد؛ برخی آن را یکی از بهترین قطعه‌های دههٔ ۲۰۱۰ توصیف کرده‌اند. بیلبورد نیز این اثر را در فهرست ترانه‌هایی قرار داد که «دهه را تعریف کردند».